# Vaclav Venceslav Holub
Vaclav Venceslav Holub (Rychnovè, 1877. – Požega, 1939.), hrvatski i češki graditelj orgulja koji je djelovao od 1907. do 1931. godine. Kao graditelj i popravljač orgulja djelovao je u Požegi u koju je 1907. došao iz Češke te otvorio radionicu. U Češkoj je zanat izučio kod H. Šiffnera u Pragu. Izgradio je i popravio orgulje u Jasenovcu, franjevačkom samostanu u Požegi, župnoj crkvi u Crikvenici, Kutjevu, Đakovu, Dalju, Daruvaru i drugdje.